# Rhabdomastix tugela
Rhabdomastix tugela är en tvåvingeart som beskrevs av Alexander 1964. Rhabdomastix tugela ingår i släktet Rhabdomastix och familjen småharkrankar. Inga underarter finns listade i Catalogue of Life.